# Ekonomsko nasilje
Ekonomsko nasilje je ena izmed oblik nasilja, kamor spadajo vse oblike poniževanja ali nadvladovanja žrtve s pomočjo odrekanja pravic povezanih z zaslužkom in sredstvi za preživetje. Nekatere oblike takšnega nasilja so omejevanje pravice do zaposlitve in pravice razpolaganja z lastnim denarjem, siljenje v finančno odvisnost ali siljenje žrtve, da prevzame celotno finančno breme za povzročitelja nasilja.

## Pojavljanje ekonomskega nasilja
Ta vrsta nasilja se lahko pojavlja na delovnem mestu, v družini ali v intimni vezi med partnerjema.
Pogosta vedenja, ki odražajo ekonomsko nasilje so:,
- Neplačevanje nadur
- Povečan obseg dela
- Zmanjševanje kadrov
- Slabo vrednotenje dela
- Grožnje z odpuščanjem
- Prevzemanje finančnega bremena nekoga drugega
- Neupravičeno omejevanje družinskega člana pri razpolaganju z dohodki
- Eden od partnerjev popolnoma prevzame nadzor nad družinskimi prihodki
- Eden od partnerjev ne plačuje preživnine za skupne otroke

## Žrtve
Nasilje se pojavlja med pripadniki vseh socialnih in ekonomskih razredov, vendar pa se nekatere skupine pogosteje pojavljajo kot žrtve nasilja.

### Ženske
Položaj žensk v današnjem času je z ustavo in zakoni izenačen s položajem moških, vendar pa temu velikokrat ni tako. Ekonomsko nasilje nad ženskami se kaže v tem, da ženske večinoma delajo v službah, v katerih v povprečju dobivajo manjše plače kot v povprečnih moških, ter da zaradi materinstva in posledično večje odsotnosti težje dobijo redno zaposlitev.

### Starostniki
Ekonomsko nasilje med starostniki se lahko dogaja v domačem okolju, kjer so povzročitelji najpogosteje sorodniki žrtve, ali v institucijah, ki so namenjene oskrbi ostarelih. Storilec na nepošten način, za lastno dobrobit, porabi imetje ali lastnino starostnika. Med takšno nasilje spadajo izkoriščanje, manipulacija, ponarejanje, izsiljevanje,  in prevare. Med tovrstno nasilje spadajo tudi internetne in televizijske prodaje, pri katerih gre za stalno nadlegovanje in komercialne ukane, ki jim starostniki pogosto podležejo.
Med tovrstna nasilna dejanja spadajo:
- Kraja denarja ali lastnine starostnikov
- Prodaja njihovega imetja
- Neplačevanje obveznosti za starostnika
- Zloraba finančne pomoči
- Nevračanje denarja
- Odpiranje starostnikove pošte
- Ponarejanje in podpisovanje njihovih dokumentov
- Zloraba položajev pokrovitelja, skrbnika, odvetnika
- Prevara ali prisila za podpis določenega dokumenta (npr. oporoka)

### Otroci
Otroka lahko ogrožajo starši ali skrbniki, za nasilje pa gre tudi v primeru, ko otroka ogrožajo  sorojenci, partner enega od staršev ali neka tretja oseba, pri čemer starš ne stori ničesar, da bi otroka zaščitil. V to vrsto nasilja spada izkoriščanje otrokovega dela ali dohodka v korist druge osebe, kamor se uvršča tudi delo otrok, prostitucija, ugrabitve in prodaja otrok z namenom izkoriščanja dela.

## Pogostost
Raziskave so pokazale, da je v svoji primarni družini 73% vprašanih Slovencev izkusilo nasilje, kjer je šlo pri 7,7% za ekonomsko nasilje. 22,4% Slovencev pozna vsaj eno družino, kjer se nasilje izvaja nad žensko, pri čemer se ekonomsko nasilje pojavlja v 4,8% primerov. Nasilje nad moškimi je manj pogosto, 7,5% vprašanih je navedlo, da pozna vsaj eno družino, kjer se izvaja nasilje nad moškim, v tem primeru pa je za ekonomsko nasilje šlo pri 1,7% primerov. V zadnjih letih se vedno bolj opozarja tudi na nasilje med starejšimi. 13% vprašanih Slovencev je poročalo, da poznajo vsaj eno družino, kjer se izvaja nasilje nad starostniki, v 4,2% primerov pa je šlo za ekonomsko nasilje. Sodeč po podatkih so starostniki v domačem okolju bolj ogroženi, saj so ti poročali o 81,6% ekonomskega nasilja, medtem, ko so starostniki iz različnih institucij poročali o 34,6% ekonomskega nasilja.

## Posledice
Najbolj očitna posledica ekonomskega nasilje je, da si žrtev ne upa zapustiti nasilnega partnerja, saj jo zaradi povzročene ekonomske šibkosti skrbi, kako bo sama preživljala družino, plačala sodne stroške razveze in podobno. Ostale pogoste posledice so zelo podobne tistim, ki se pojavljajo kot posledice psihičnega nasilja:
- anksioznost
- izolacija
- depresivnost
- panični napadi
- občutek nemoči
- nemotiviranost
- strah pred prihodnostjo
- misli na samomor